# Sjørring Maskinfabrik
Sjørring Maskinfabrik A/S er en dansk virksomhed, der producerer skovle til entreprenørmaskiner. Maskinfabrikken er lokaliseret i Sjørring ved Thisted med 200 ansatte. Den blev etableret i 1946 og igennem årerne har de repareret landbrugsmaskiner, bygget vandpumper og forskellige maskiner. I 1974 producerede de deres første skovl til en entreprenørmaskine. I 2022 blev de en del af svenske Terratech AB.